# Список пресмыкающихся, занесённых в Красную книгу Волгоградской области
Список пресмыкающихся, занесённых в Красную книгу Волгоградской области включает 6 видов. В первом издании красной книги Волгоградской области в него было включено 4 вида.

## Красная книга
В первое издание Красной книги вошли лишь 4 вида пресмыкающихся: каспийский и желтобрюхий полозы, гадюка Никольского и круглоголовка-вертихвостка.
| Иллюстрация | Название                                                                 | Категория и статус                                                                           | Краткая характеристика |
| ----------- | ------------------------------------------------------------------------ | -------------------------------------------------------------------------------------------- | --- |
|             | Обыкновенная медянка Coronella austriaca Laurenti, 1768                  | 3 категория. Редкий, уязвимый вид.                                                           | В Волгоградской области вид распространена почти повсеместно на правобережье Волги и в бассейне Дона. Сведения о находках в северо-западных районах отсутствуют. Известна единичная находка в Заволжье у посёлка Катричев. |
|             | Каспийский полоз Dolicholphis caspius (Gmelin, 1789)                     | 3 категория. Редкий, уязвимый вид, распространенный на северной границе ареала.              | Встречается в южных районах области к северу до станиц Чернышевской и Голубинской, Камышина и села Нижняя Добринка, а также озера Эльтон.                                                                                  |
|             | Палласов полоз Elaphe sauromates (Pallas, 1811)                          | 3 категория. Очень редкий исчезающий в регионе вид на северном пределе ареала.               | В области известен по границе с Калмыкией и Астраханской областью, а также в окрестностях озера Эльтон. |
|             | Гадюка Никольского Vipera nikolskii Vedmederja, Grubant et Rudaeva, 1986 | 3 категория. редкий вид на южной границе ареала.                                             | Встречается на севере области по долинам Медведицы, Хопра и Иловли, а также в долине среднего Дона. |
|             | Круглоголовка-вертихвостка Phrynocephalus guttatus (Gmelin, 1789)        | 3 категория. Локальная изолированная популяция, находящаяся на северной границе ареала вида. | В Волгоградской области вид известен только из массива Голубинских песков. |
|             | Живородящая ящерица Zootoca vivipara (Lichtenstein, 1823)                | 4 категория. Редкий вид на южной границе ареала, с недостаточно выясненным распространением. | Найдена у хутора Глубоковский в пойме Дона. Возможно обитание по долинам Хопра и Медведицы. |

## Список мониторинга
Три вида земноводных и три вида пресмыкающихся включены в перечень животных, являющихся объектами мониторинга на территории Волгоградской области:
- Земноводные — Amphibia
  - Тритон обыкновенный — Lissotriron vulgaris (Linnaeus, 1758)
  - Серая жаба — Bufo bufo Linnaeus, 1758
  - Остромордая лягушка — Rana arvalis Nilsson, 1842

- Пресмыкающиеся — Reptilia
  - Веретеница ломкая — Anguis fragilis Linnaeus, 1758
  - Узорчатый полоз — Elaphe dione (Pallas, 1773)
  - Степная гадюка — Vipera renardi (Christoph, 1861)